# Іто Тойоо
Тойоо Іто (яп. 伊東豊雄; 1 червня 1941, Кейдзьо, (Сеул), тоді Японія) — японський архітектор.

## Біографія
Народився 1941 року в анексованій Японією Кореї в японській родині. Невдовзі з матір'ю та двома сестрами переїхав до Японії. Архітектуру Тойоо Іто вивчав у Токійському університеті, який закінчив 1965 року. В 1965—1969 роках працював в архітектурному бюро «Kiyonori Kikutake Architect and Associate». 1971 року відкрив у Токіо власне бюро під назвою «Urban Robot», перейменоване 1979 року в «Toyo Ito & Associates Architects».
Спочатку Тойоо Іто займався переважно розробкою проєктів будинків за приватними замовленнями. Незабаром набув популярності, особливо яскравими були його архітектурні проєкти, реалізовані в Йокогамі: Вежа вітрів та Яйце вітрів (1991). Ці роботи стали знаковими для сучасної міської архітектури, вказуючи на можливий розвиток технологій архітектури майбутнього. Тойоо Іто був учителем для деяких представників молодшого покоління японських архітекторів (наприклад, для Кадзуйо Седзіма).
Тойоо Іто є почесним або гостьовим професором університетів Токе Єсі Дайгаку, Університету Північного Лондона, Колумбійського університету, токійського Університету мистецтв Тама.
Окрім архітектури Тойоо Іто займається дизайном, зокрема дизайном меблів.

## Виставки
1991 року на виставці в лондонському музеї Вікторії та Альберта Тойоо Іто представив за допомогою 130 відеопроєктів авторську концепцію міського світу Токіо Vision of Japan. 2000 року на виставці під назвою Vision and reality (Фантазія та реальність) в музеї образотворчих мистецтв Луїзіани було представлено схожий проєкт Тойоо Іто. У 1999—2000 роки серія його виставок під назвою Blurring Architecture (Розмита архітектура) пройшла в таких містах, як Аахен, Токіо, Антверпен, Окленд, Веллінгтон. 2001 року Тойоо Іто організував виставку аврхітектурних візій в Палладіанській базиліці (Віченца).
2006 року Тойоо Іто представив виставку  Берлін/Токіо — Токіо/Берлін 2006, яка була розгорнута в берлінській Новій національній галереї. 2006 року велику ретроспективу проєктів Тойоо Іто було організовано В токійській мистецькій галереї «Опера Сіті» під назвою «Toyo Ito: The New „Real“ in Architecture» (Тойоо Іто: Нова «реальність» в архітектурі) 2008 року ще одна велика ретроспективна виставка пройшла в Тайбеї, де архітектор є автором трьох великих, вже реалізованих проєктів.

## Філософські впливи
Проєкти Тойоо Іто позначені впливом японського філософа Мунесуке Міта та концепцією номадизму Жиля Дельоза.
Тойоо Іто своїми проєктами малих будинків визначав архітектуру, як «одяг» для міських ідивідів, що мешкають у великих метрополіях.
Найновіші проєкти мають чимало елементів архітектури постмодерну.

## Премії
Тойоо Іто відзначений багатьма престижними архітектурними нагородами, зокрема йому було присуджено золоту медаль Гран-Прі IAA 'interach ' 97' у Софії, він став лауреатом премії пам'яті Арнольда Вільяма Бруннера американської Академії мистецтв (1998), золотої премії Японської академії дизайну (2001), золотої медалі Королівського інституту британських архітекторів (2005), Прітцкерівської премії (2013).

## Вибрані проєкти
- 1991: Міський музей Яцусіро
- 1994: Дитячий садок № 117, Франкфурт-на-Майні
- 2001: Медіатека, Сендай
- 2002: Павільйон для галереї Серпентайн в Гайд-парку, Лондон
- 2002: Павільйон в Брюгге
- 2004: Будівля TOD's Omotesandō biru, Токіо
- 2006: Віво-сіті, Сингапур
- 2009: Готель Порта-Фіра[en] та хмарочос Torre Realia BCN[en], Барселона
- 2009: Будівля Suites Avenue, Барселона
- 2009: Національний (стадіон, Гаосюн), Тайвань
- 2009: Za-Koenji Театр, Токіо
- 2009—2011: Проєкт площі перед тайпейським Всесвітнім торговим центром, Тайпей, Тайвань.
- 2011: Музей архітектури Іто Тойоо, Імабарі
- 2011: Музей Кен Івата матері та дитини, Імабарі
- 2014: Меморіальна бібліотека Ку Чен-Фу, Коледж соціальних наук, Національний університет Тайваню, Тайвань
- 2014: Тайчжунський національний оперний театр
- 2015: Meiso no Mori Municipal Funeral Hall Kakamigahara-shi, Gifu, Japan
- 2016: Міжнародний музей бароко, Пуебла, Мексика

## Галерея

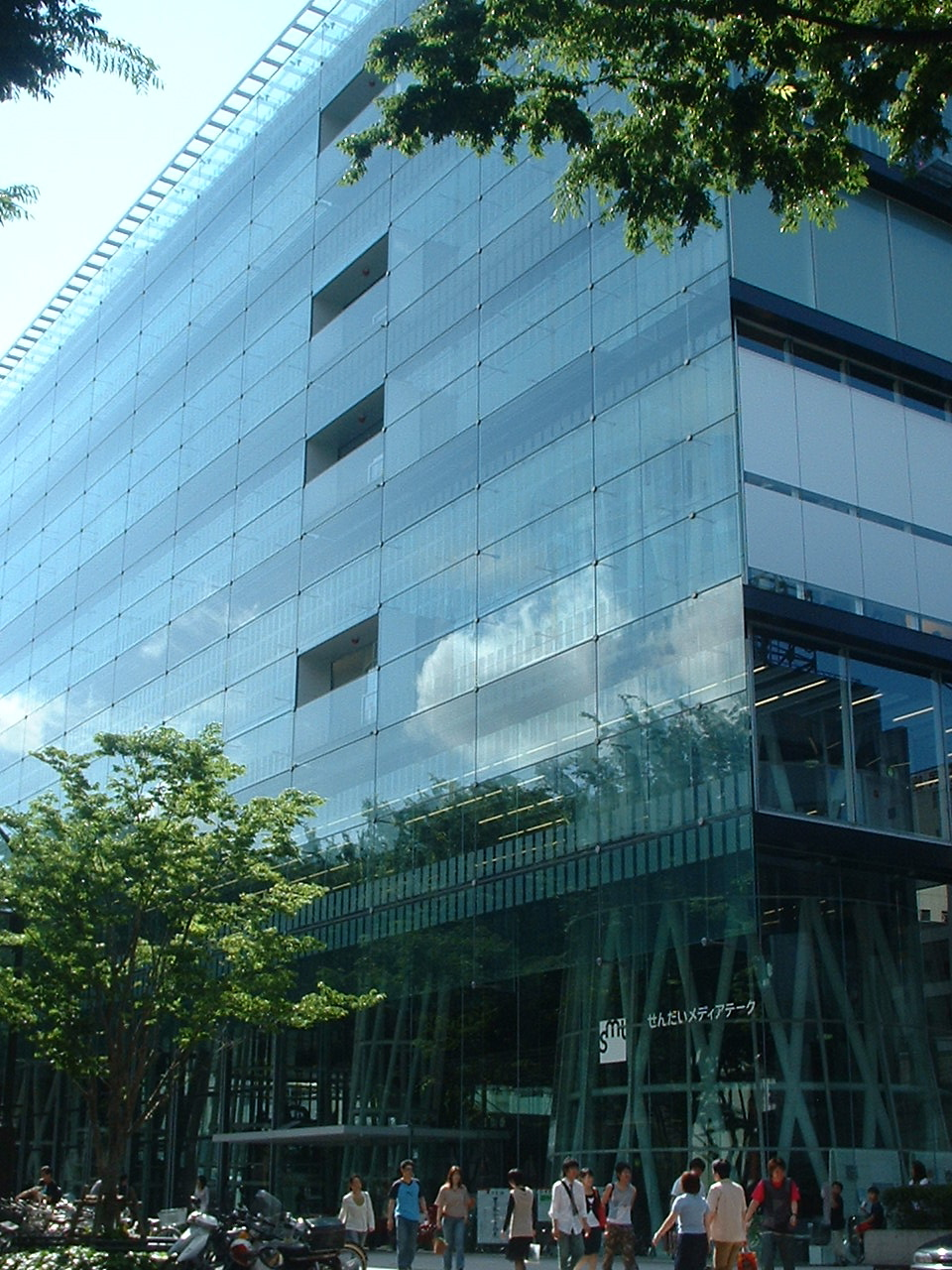
Медіатека, Сендай (2001)
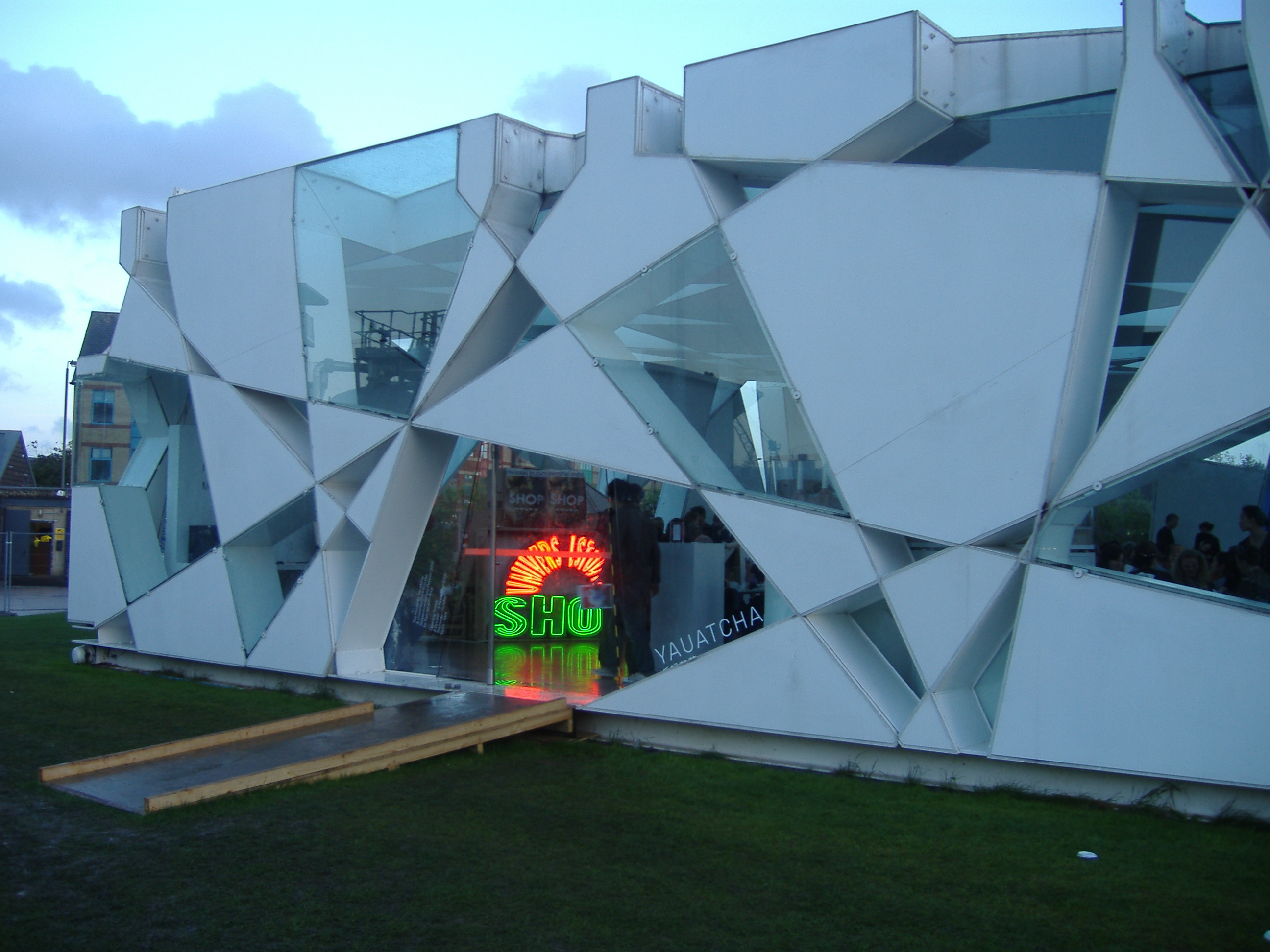
Павільйон галереї Серпентайн, Лондон (2002)
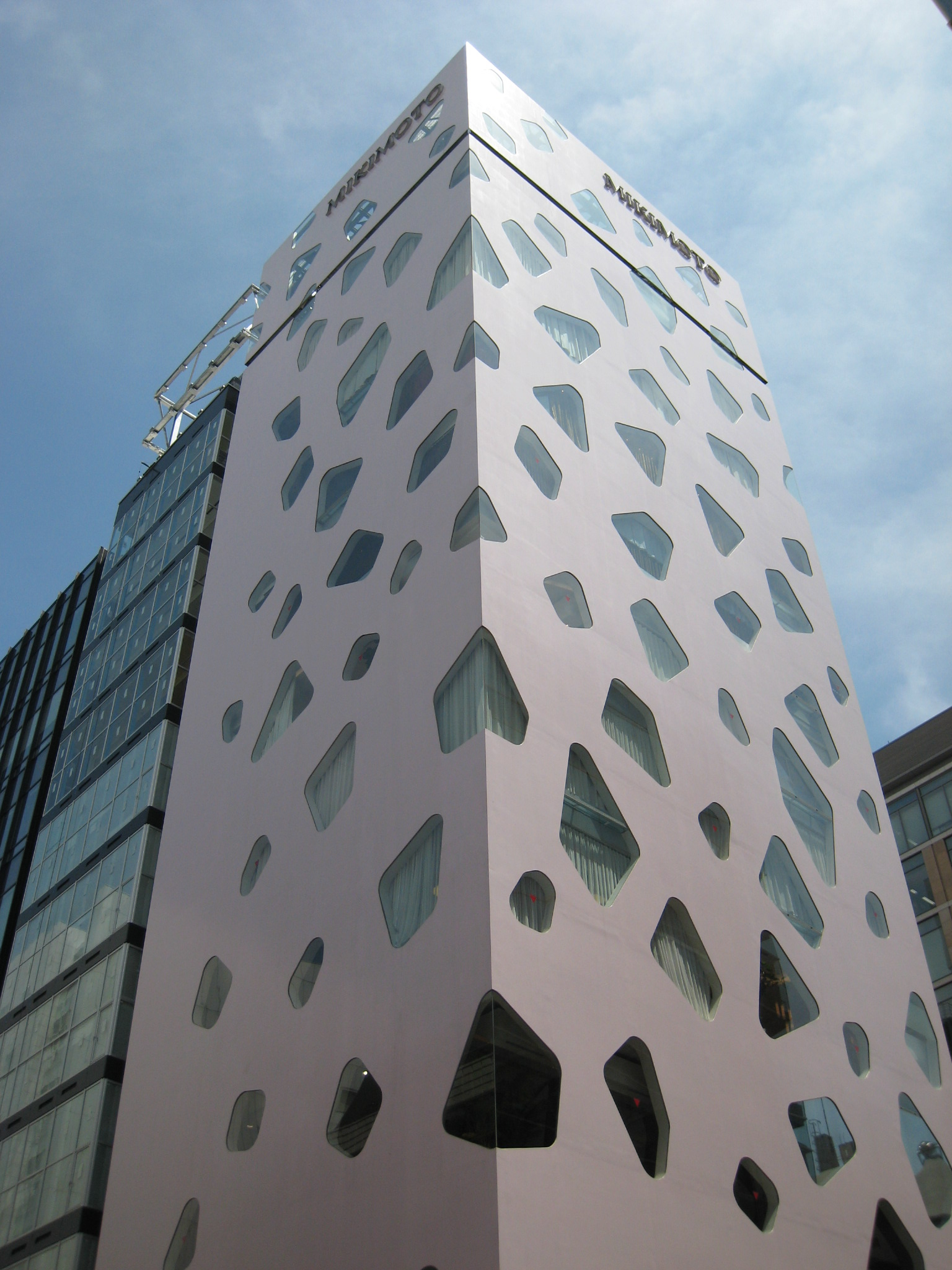
Мікімото. Гандзя, Токіо (2005)
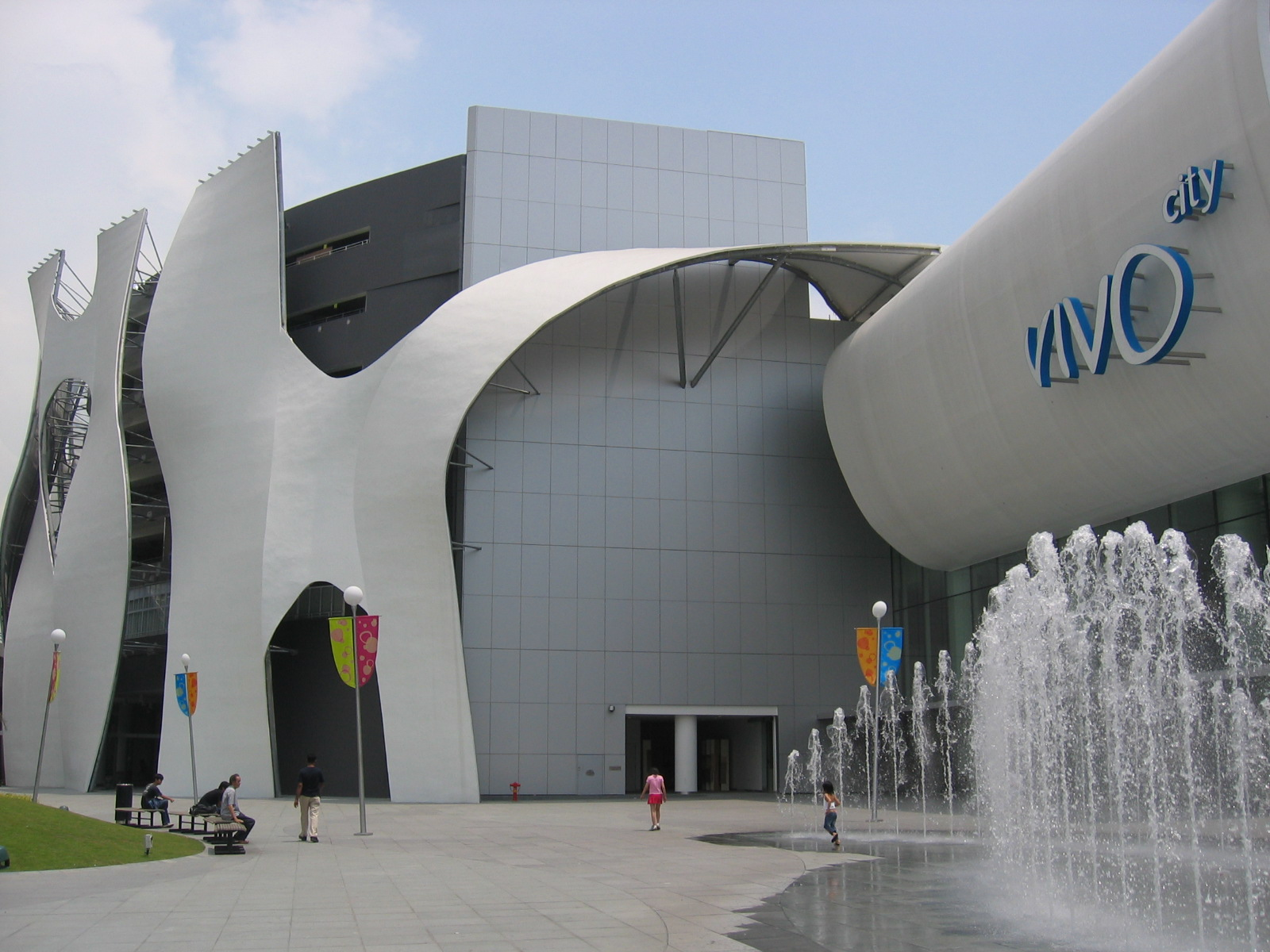
Віво-сіті, Сінгапур (2006)
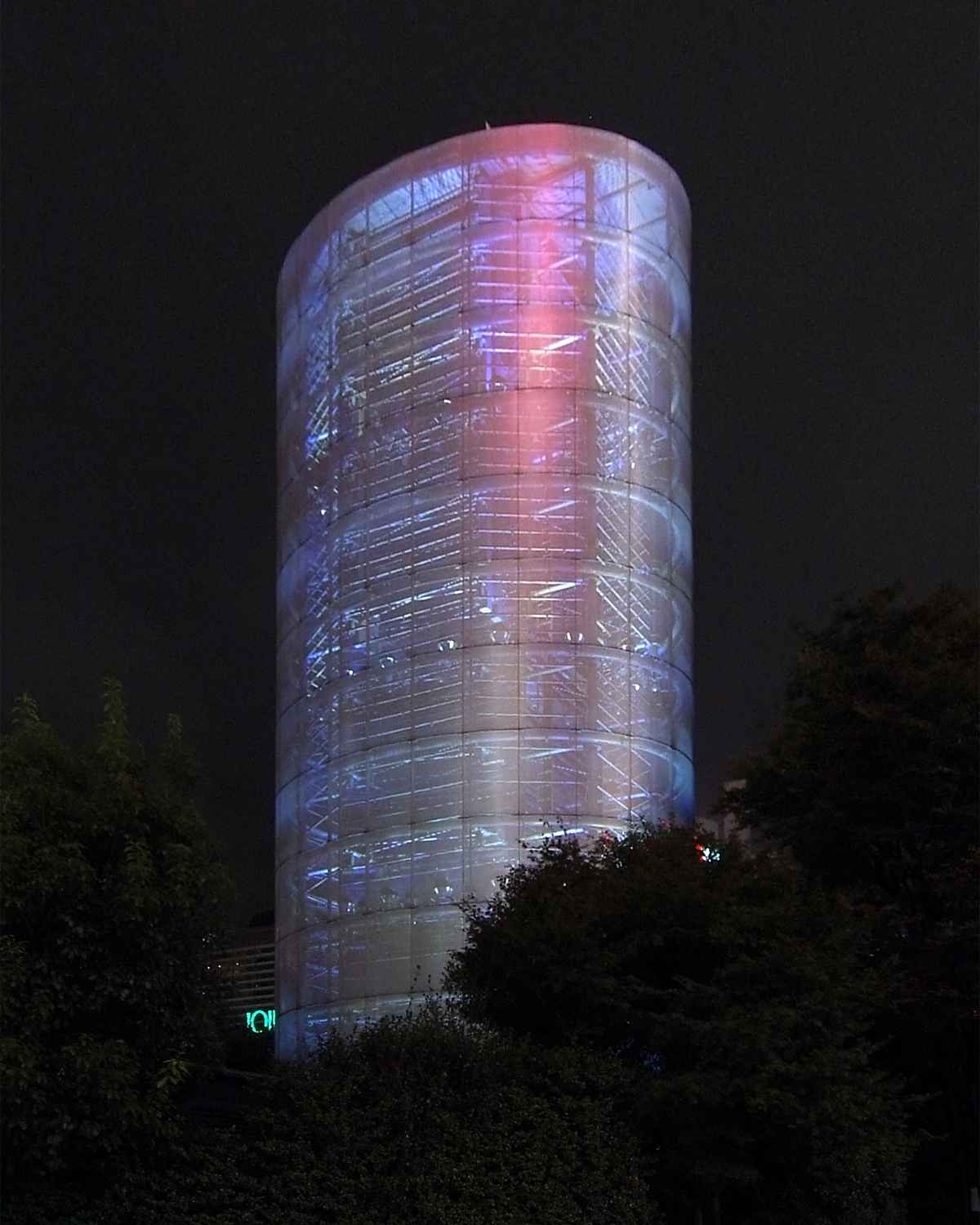
Вежа вітрів, Йокогама (1986)
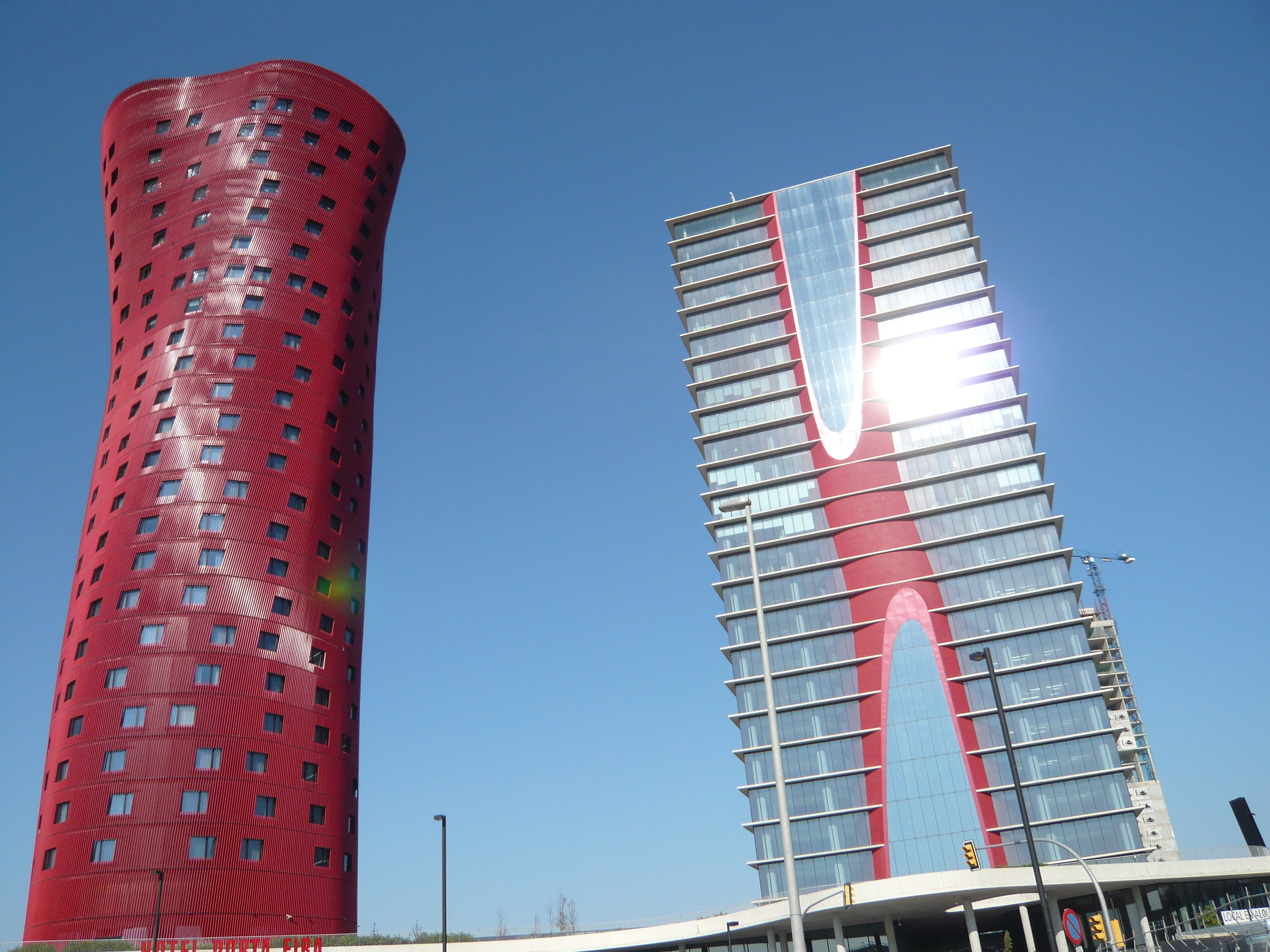
Готель Порта-Фіра та Вежа Реалія БСН, Л'Успіталет-да-Любрагат, Барселона (2009)
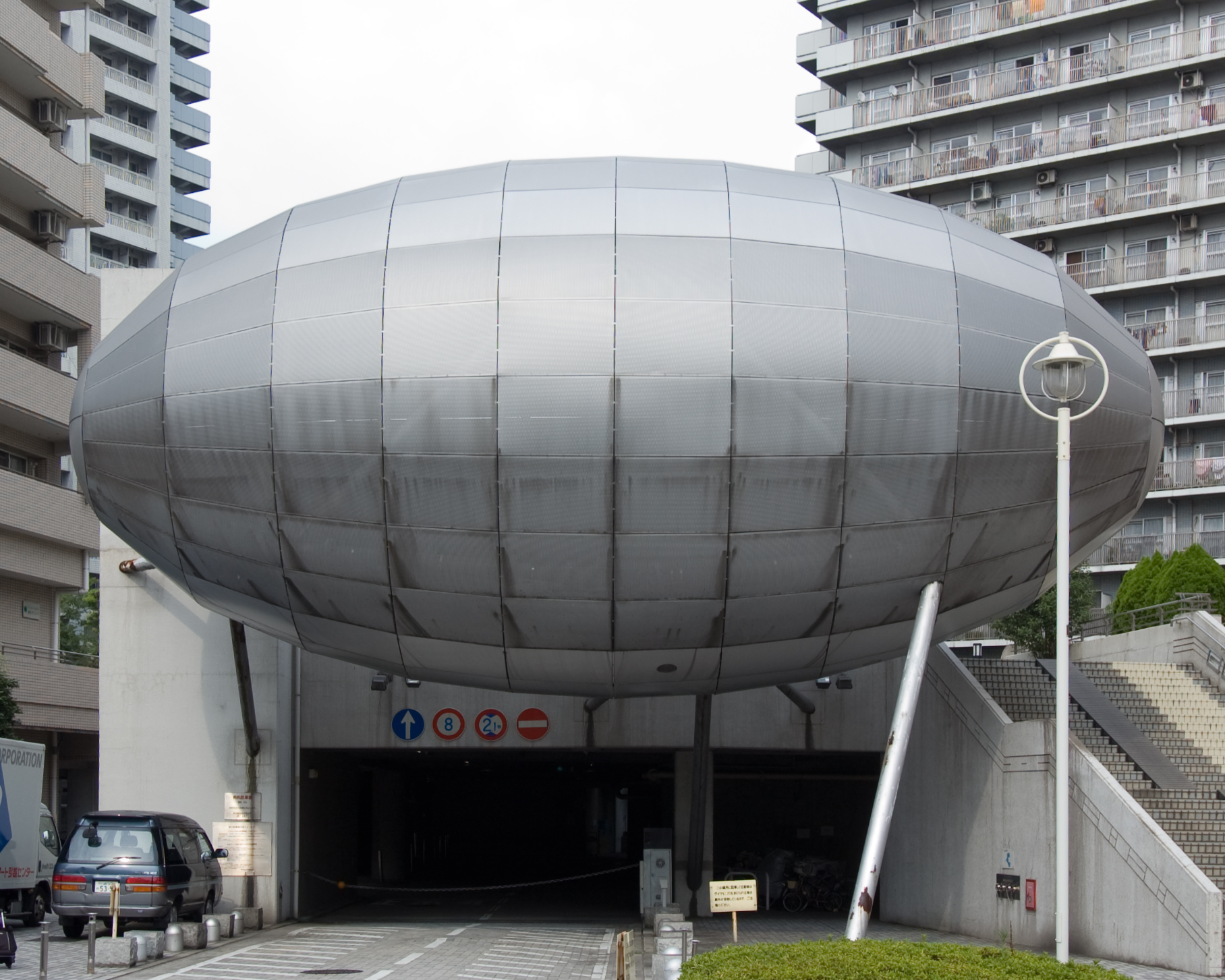
Яйце вітрів
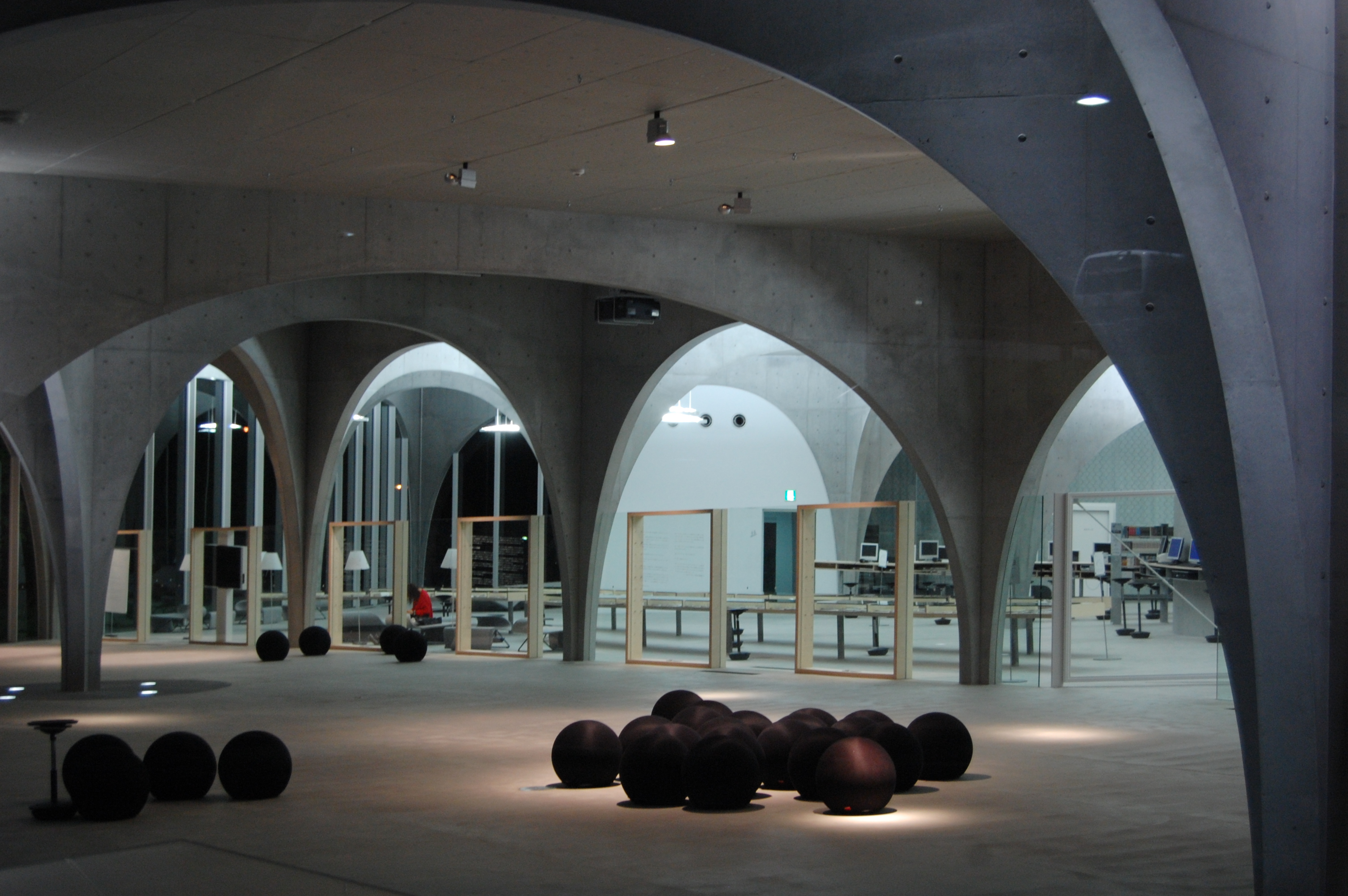
Бібліотека університету мистецтв Тама, Токіо
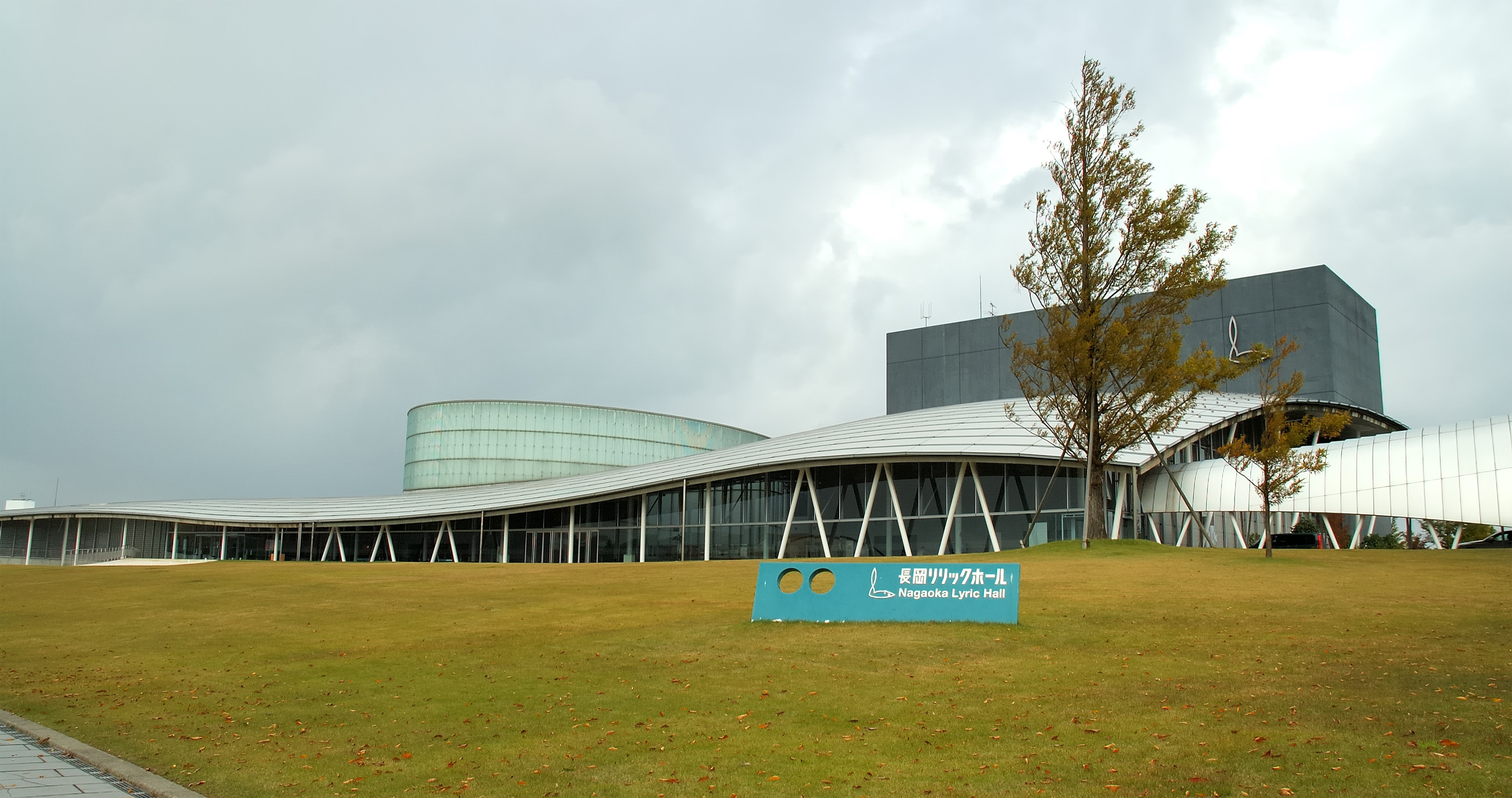
Зал лірики, Нагаока
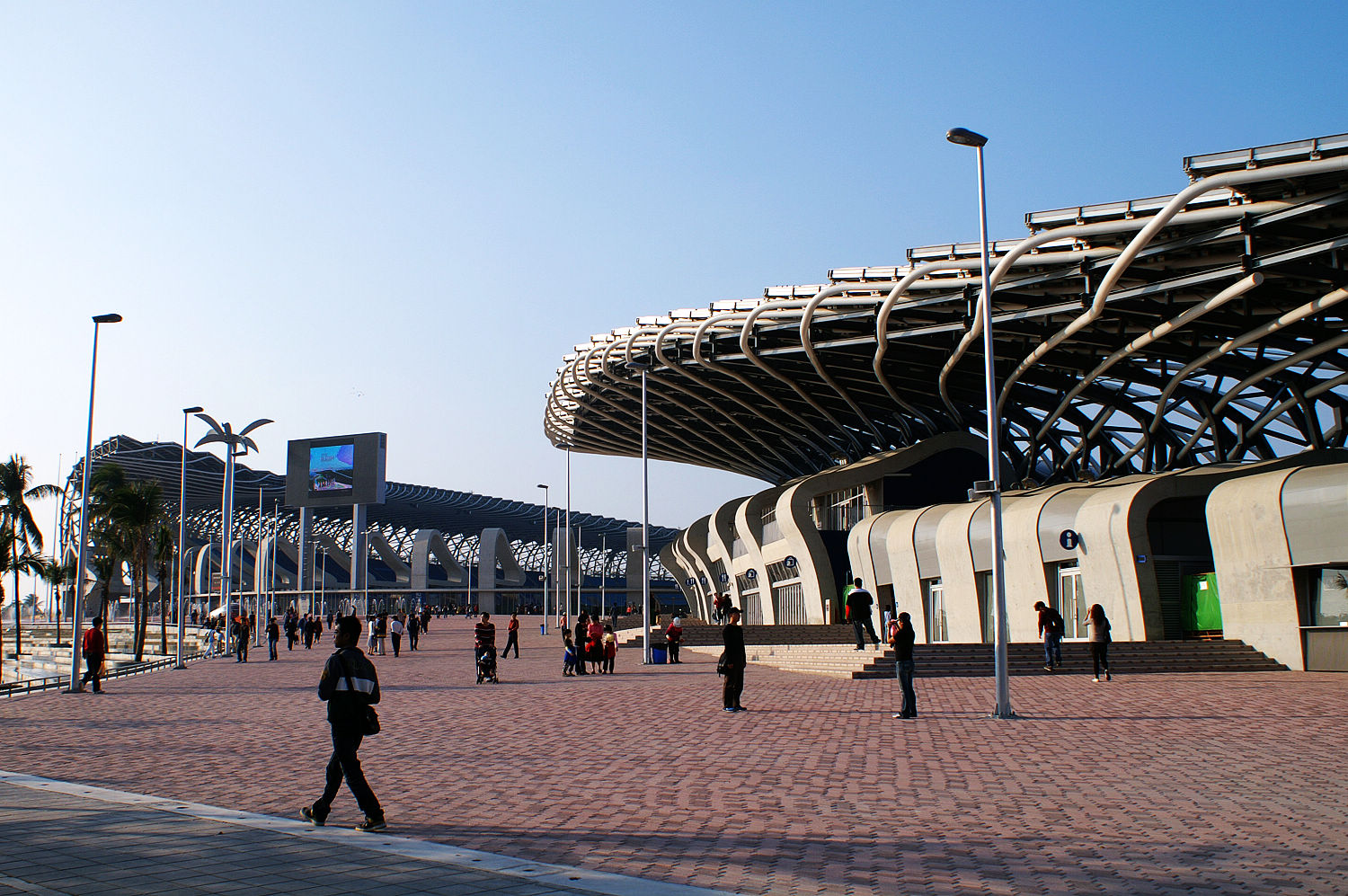
Національний (стадіон, Гаосюн), Тайвань (2008).
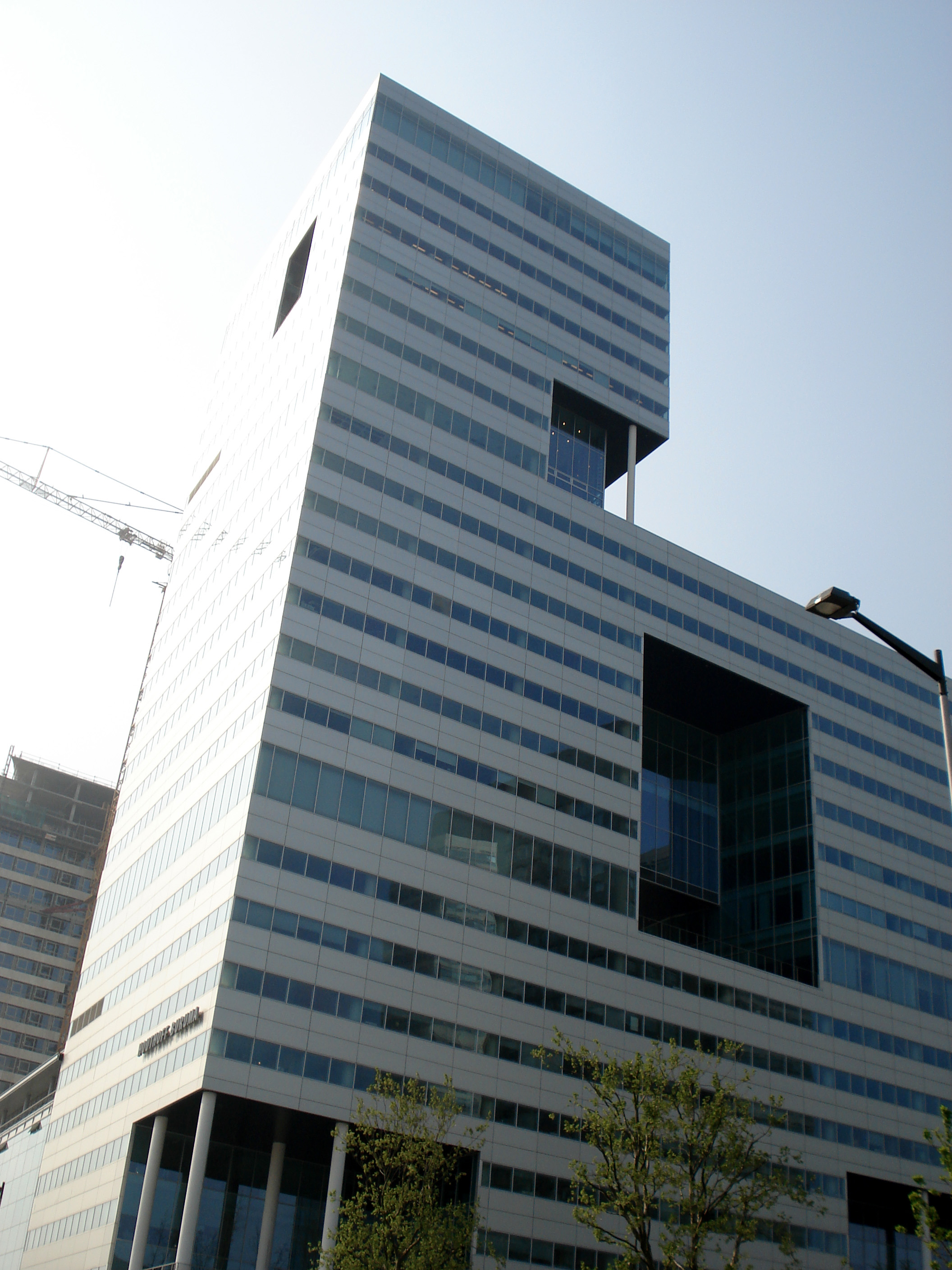
Вежа Іто, Амстердам (2005).
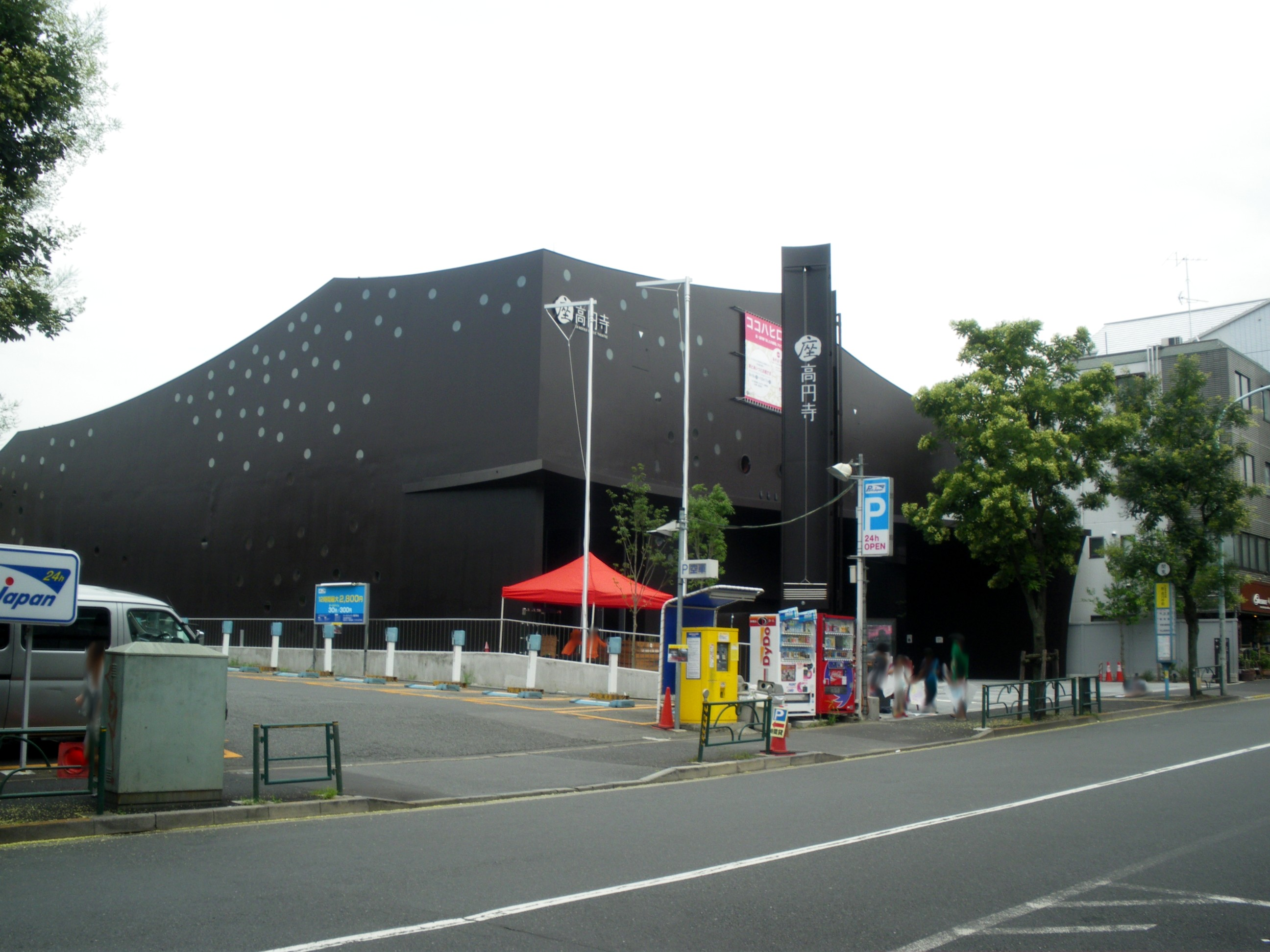
Театр Дза-Коендзі, Токіо (2009).